# 豹棋

幾種豹棋棋盤

豹棋（Leopard games），是流行於南亞的兩人棋類統稱，具有數種大致相同的規則，勝利條件與吃子方式與老虎棋相同，差別在於棋盤前者皆呈三角或扇形，後者為正方形。

## 外部連結
- 遊戲下載